# 구스노키 마사시게
구스노키 마사시게(일본어: 楠木正成 くすのき まさしげ[*])는 가마쿠라 시대 말기부터 난보쿠초 시대에 걸쳐 활약한 무장이다. 출신은 확실하지 않으며, 스스로를 다치바나씨의 후예라 했다. 자식으로는 마사쓰라(正行), 마사토키(正時), 마사노리(正儀)가 있었다.
겐코의 난(元弘の乱, 1331년 - 1333년)에서 고다이고 천황을 받들어 오토노미야 모리요시 친왕(大塔宮護良親王)과 연계, 지하야 성 전투(千早城の戦い)에서 대규모 막부군을 지하야 성으로 끌어들여 일본 전역에서의 반막부 봉기를 유발시킴으로써 가마쿠라 막부 타도에 공헌하였다. 또한 겐무 신정(建武の新政) 아래서 최고 정무 기관인 기록소(記録所)의 기인(寄人)으로 임명되어 아시카가 다카우지(足利尊氏) 등과 함께 천황을 도왔다. 엔겐의 난(延元の乱)으로 다카우지가 겐무 신정에 반기를 든 뒤, 닛타 요시사다(新田義貞), 기타바타케 아키이에(北畠顕家)와 함께 남조측 군세의 일익을 맡았으나, 미나토강 전투(湊川の戦い)에서 다카우지의 군에 패하고 자결하였다.
가마쿠라 막부로부터는 악당(惡堂)이라 불렸고 난보쿠초 시대 ・ 센고쿠 시대(戦国時代) ・ 에도 시대(江戸時代)에 이르기까지, 일본 역사상 최대의 군사적 천재라는 것이 그에 대한 일관된 평가였으며, 「삼덕겸비」(三徳兼備), 「다문천왕(多聞天王)의 화생(化生)」(多聞天王の化生), 「일본 개벽 이래의 명장」(日本開闢以来の名将)이라는 평가를 받았다. 『태평기』(太平記)에는 기상천외한 책략과 지모에 뛰어난 「불적」(不敵, 무적)의 전술가로써의 활약상이 인상적으로 묘사되어 있는데, 그것은 마사시게의 군사적 재능에만 한정된 일면에 지나지 않고, 실제로는 칼을 휘두르면서 전격전을 벌이고 막부의 재경(在京) 통치기관인 로쿠하라 단다이(六波羅探題)를 떨게 만들었던 맹장이자. 축성 ・ 농성 전술을 발전시키고 경보병 ・ 게릴라 전법 ・ 정보전 ・ 심리전을 전투에 도입한 혁신적인 군사사상기, 그리고 기나이(畿内)에 그치지 않고 일본 열도의 전란 전체를 내려다보며 좌우했던 불세출의 전략가였다.
메이지 유신 후, 재평가되어 「다이난 공」(大楠公)이라 불렸으며, 1880년(메이지 13년)에는 정1위로 추증되었다. 또한 미나토가와 신사(湊川神社)의 주제신(主祭神)이 되었다.
일본 패전 전에는 마사시게의 충신으로써의 측면만이 과도하게 평가되었고, 그에 대한 대비로써 주군인 고다이고 천황이나 그 겐무 정권의 정책에 대한 저평가도 얽혀 있었는데, 해당 시대에 대한 실증적인 연구를 곤란하게 하였다. 그러나 패전 이후 2000년 전후에 이르러 마사시게의 주군이었던 고다이고 천황의 정책이 그 이전과 이후의 시대와의 연속성이 발견되고 있다는 점이 지적되었고, 『태평기』에서 창작된 대로의 암군(暗君)이라는 고다이고 천황의 이미지는 개선되는 방향을 보이고 있다. 마사시게에 대해서도 무언가 한 가지의 측면에만 얽매인 인간이 아니라 무장 ・ 관료 ・ 상인 등 다면적이고 입체적인 얼굴과 재능을 가진 인물이었다는 점이 밝혀져 가고 있다.

## 생애

### 계보
구스노키씨은 이요 다치바나씨(오치씨, 越智氏)의 다치바나노 도야스(橘遠保)의 후예라고 한다. 그러나 마사시게 이전의 계도와는 일치하지 않고, 후세 창작으로 보인다. 가와치에는 다치바나 성의 유래가 되는 지명이 없고, 조상은 호조 집안의 가신으로 가와치로 이주했다는 설이 있다. 또 간토 지역 출신이라는 설과 하타 가문의 일족이란 설 등도 있다.

### 전반생ㆍ가마쿠라 막부에 맞선 악당으로서
가와치국 이시카와군(石川郡) 아카사카촌(赤坂村, 지금의 일본 오사카부 미나미카와치군南河内郡 지하야아카사카촌千早赤阪村)에서 태어났다. 생년에 관해서는 확실한 사료가 존재하지 않는다. 그의 아버지도 흔히 구스노키 마사토(楠木正遠)라고 알려져 있지만 다른 인물도 거론되고 있으며, 이 밖에도 그의 생에 대해 명확히 알 수 있는 부분은 막부에 맞서 거병했던 겐코 원년(1331년)부터 미나토강에서 아시카가군에 패하고 자결하는 겐무 3년(1336년)까지의 6년에 지나지 않는다.
겐코 원년 린센지(臨川寺) 소유의 이즈미국 와카마쓰(和若松) 장원 관련 사료에 「악당(惡党) 구스노키 효에노이(楠木兵衛尉)」라는 이름을 남기고 있는데, 가마쿠라 막부의 고케닌이 아닌 가와치 중심의 수은 등의 유통 루트를 장악하고 활동하며 막부로부터 '악당'이라 불리게 된 호족일 것으로 여겨진다. 또한 이 시기에 이미 '효에노조'라는 관직을 가지고 있는 것으로 보아 이전부터 조정과 연을 맺고 있었고, 따라서 고다이고 천황 내지 그의 주변 인물들과도 접촉이 있었던 것으로 생각된다.

### 거병ㆍ가마쿠라 막부 타도
이 해 고다이고 천황의 거병 소식을 접하고 시모아카사카성(下赤坂)에서 거병, 가마쿠라 막부측의 유아사 조부쓰(湯淺定佛)와 싸워 승리했다(아카사카성 전투). 이때 천황과 구스노키를 연결해 준 것은 이가 가네미쓰(伊賀兼光) 혹은 진언종의 승려인 몬칸(文觀)으로 보인다. 고다이고 천황이 오키섬으로 유배되었을 동안에도 야마토(지금의 나라현)의 요시노 등지에서 막부와 교전하고 있던 모리요시 친왕과 함께 가와치국의 가미아카사카성(上赤坂), 곤고산 중턱에 쌓은 지하야산성(千早) 등에서 게릴라 전법 및 분뇨를 사용한 오물공격 등으로 막부군에 맞서 분전했다.
그러한 그의 활약으로, 겐코 3년ㆍ쇼쿄 2년(1333년)에 이르면 센고쿠 각지에서 막부 타도의 움직임이 거세지게 되었고, 아시카가 다카우지와 닛타 요시사다, 아카마쓰 노리무라(赤松円心) 등의 거병으로 마침내 가마쿠라 막부는 멸망하였다(겐코의 난). 교토로 개선하는 천황을 구스노키는 효고까지 나아가 마중하였고 천황의 경호를 맡았다고 한다.

### 겐무신정
고다이고 천황의 겐무 신정이 시작되자, 마사시게는 기록소기인(記録所寄人)에 잡소결단소봉행인(雜訴決斷所奉行人) 등의 관직에 가와치ㆍ이즈미 등지의 슈고를 겸하게 되었고, 천황으로부터 절대적 신임을 받았다. 당시 마찬가지로 천황을 도와 막부 타도에 공이 있었던 유키 지카미쓰(結城親光)ㆍ나와 나가토시(名和長年)ㆍ지구사 다다아키(千種忠顯) 세 사람과 더불어 '삼목일초'(三木一草)라 불리며, 그들의 공을 잊지 않고 있던 조정으로부터 두터운 포상을 받았다.(《태평기》) 그러나 겐무 원년(1334년) 겨울, 호조씨 잔당을 토벌하기 위해 구스노키가 교토를 떠난 직후, 그의 정치적ㆍ군사적 동지이기도 했던 모리요시 친왕이 모반 혐의로 붙들려 아시카가 다카우지에게 인도되는 사건이 있은 뒤 대부분의 관직을 사임한다. 이를 통해 구스노키는 모리요시 친왕의 유력한 조력자였음을 짐작할 수 있다.
그리고 이듬해(1335년)에 나카센다이의 난을 진압하기 위해 파견된 아시카가 다카우지가 고다이고 천황과 그의 신정에 반기를 들고 나섰고, 조정은 닛타 요시사다에게 다카우지 토벌을 명하지만 요시사다는 하코네(箱根)ㆍ다케노시타(竹ノ下)에서 다카우지에게 패한다. 이때 구스노키는 오슈에 있던 기타바타케 아키이에 등과 연락해, 요시사다 등과 함께 아시카가 군을 교토에서 축출하였다.

### 최후ㆍ미나토 강에서의 전투
교토에서 밀려난 다카우지는 엔겐 원년ㆍ겐무 3년(1336년)에 규슈에서 세력을 회복해 다시 교토로 진격해 왔다. 구스노키는 고다이고 천황에게 모든 사회 혼란의 책임은 다름 아닌 천황의 정치에 있으며, 무력을 가진 무사 계급을 통제하여 사회를 안정시키기에는 구게 중심의 정치는 이미 한계에 달했다는 점과 그들 무사를 통제할 수 있는 것은 다카우지밖에 없다고 생각하고, 닛타 요시사다를 내치고 다카우지와 화친할 것을 천황에게 진언했지만 천황은 받아들이지 않았다. 차선책으로 천황에게 교토에서 잠시 철군할 것을 진언했지만 이마저도 묵살되었다. 절망적인 상황에서 닛타 요시사다의 휘하 장수로 출진할 것을 명받은 구스노키는 미나토강(湊川, 지금의 일본 효고 현 고베 시)에서 아시카가 다다요시(足利直義)의 군에 패했다.(미나토강 전투) 이때 구스노키는 동생 마사스에(正季)와 함께 서로 찌르는 방식으로 자결하였다고 한다. 법명은 영광사대원의룡만당(靈光寺大圓義龍卍堂)이었다.
구스노키의 자식으로는 후세에 아버지를 이어 소남공이라 불린 마사쓰라(正行)를 필두로 마사토키(正時)ㆍ마사노리(正儀)가 있으며, 이들도 아버지가 섬겼던 천황을 따라 남조에 가담해 다카우지와 맞서 싸웠다.

## 후세의 평가

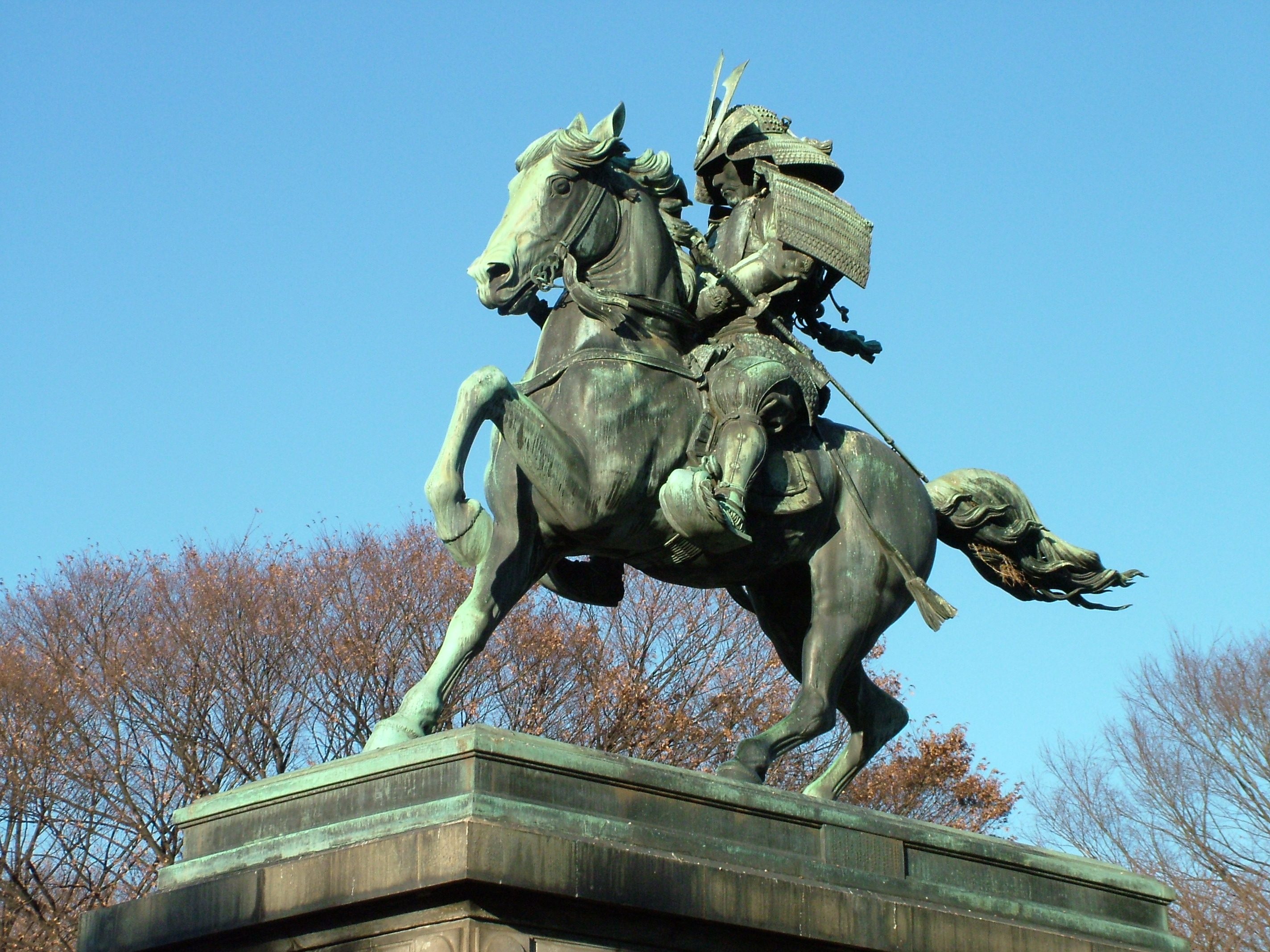
황거외원에 있는 구스노키 마사시게상

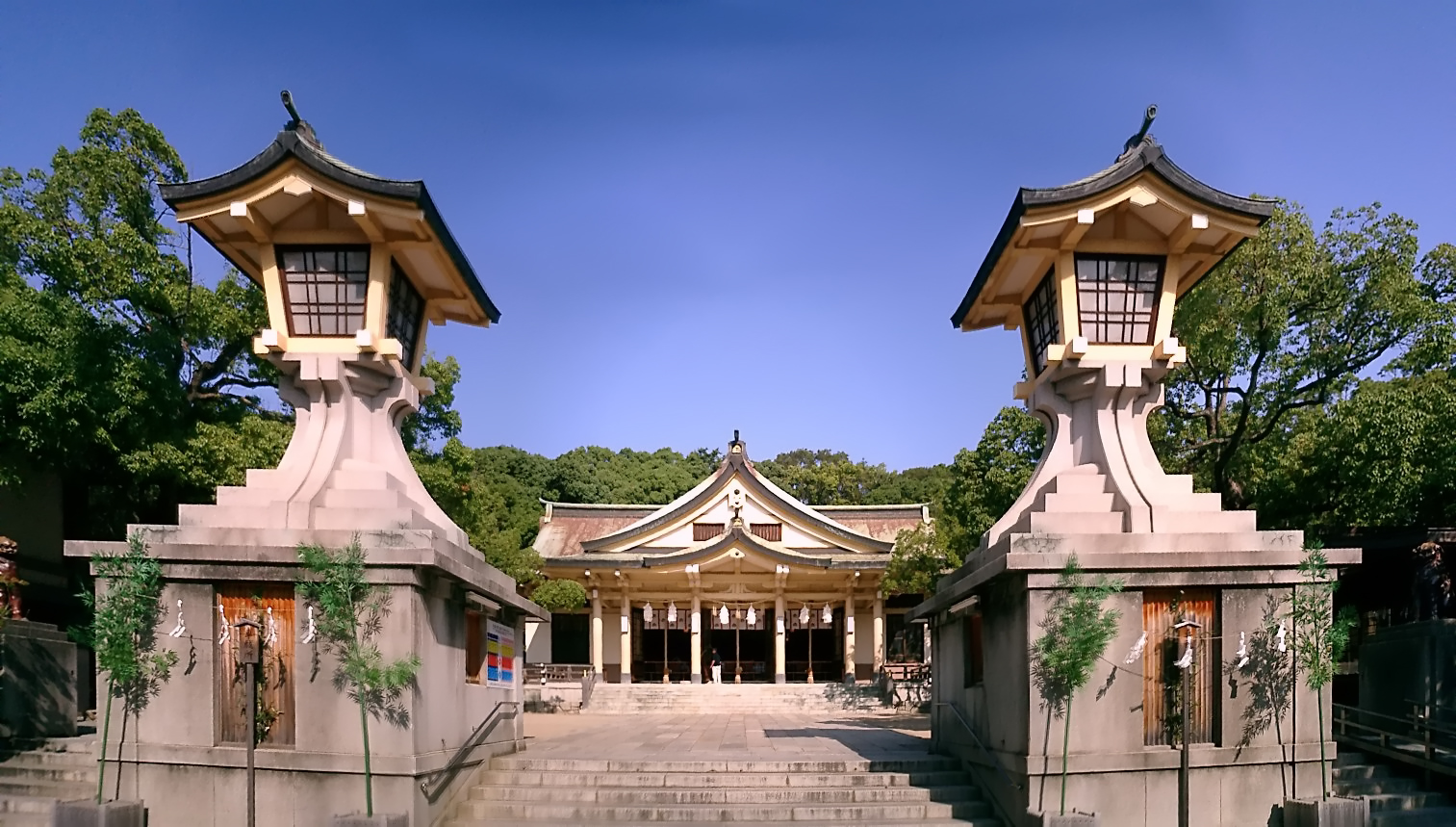
미나토가와 신사

남조의 시각에서 난보쿠초 시대를 그린 고전 《태평기》에는 구스노키 마사시게의 공적을 유난히 강조해 서술하였고, 아시카가 집안의 사서인 《매송론》(梅松論)에서까지 구스노키는 동정적인 시점에서 서술되고 있다. 그 이유에 대해서는 전사한 마사시게의 목을 본 다카우지가 "죽고 없다 한들, 가족은 필시 만나고 싶을 게지"라며 그의 목을 정중하게 유족에게 돌려보내는 등, 청렴했던 그에게 보인 다카우지의 경의 때문이기도 했다는 분석이 있다. 또 미나토 강에서 자결할 때까지 아시카가 군과 16번의 전투를 치렀고, 전황이 구스노키에게 불리하게 돌아가던 후반에 다카우지는 구스노키가 그냥 자신에게 투항하기를 바라는 마음에 잠시 동안 공격을 멈추고 그가 올 때까지 기다렸다는 설이 있다.(이 이야기는 NHK 역사 다큐멘터리 「그때 역사가 움직였다」에서도 인용되었다.)
남북조 싸움이 결국 북조측의 승리로 끝나면서 남조측에 가담해 싸우다 죽은 마사시게는 조적(朝敵, 역적)으로 여겨지게 되었다. 에이로쿠(永綠) 2년(1559년)에 마사시게의 자손이라 칭한 구스노키 마사토라(楠木正虎)가 조정에 헌금하면서 조상에게 씌워진 조적의 이름을 사면해달라는 탄원을 올렸고, 마침내 오기마치 천황의 명으로 마사시게는 조적의 이름을 벗을 수 있었다. 또 에도 시대에는 미토번에서 융성했던 미토학의 존왕주의 사가들에 의해 마사시게는 충신으로 추대되어 재조명되기 시작한다. 에도 시대 후기에는 존왕가에 의해서 빈번히 그의 제사가 올려졌고, 그 움직임은 후에 미나토가와신사(湊川) 창건으로 결실을 맺었다. 한편으로 야스쿠니 신사 등의 초혼사 창건에도 큰 영향을 주었다.
오늘날의 게릴라전과도 유사한 전술을 장기로 구사했던 마사시게의 전법은 에도 시대에는 구스노키류(楠木流) 군학(軍學)으로 널리 알려져, 마사시게의 후예를 칭한 구스노키 마사타쓰(楠木正辰)의 제자였던 유이 쇼세쓰(由井正雪, 由比正雪라고도)가 구스노키류 군학을 강연하기도 했다.
메이지 시대에 이르러 남북조정윤론(南北朝正閏論)이 제기되어 남조가 정통성을 가진 것으로 여겨지면서 구스노키 마사시게는 대(大) 남공(楠公)으로 불리게 되었으며, 강담(講談) 등에서는 《삼국지연의》(三國志演義) 속의 천재 지략가 제갈량(諸葛亮)과 견주어 참모적인 이미지가 거듭 붙여졌다. 또한 제2차 세계대전 중 황국사관(皇國史觀)의 영향으로 대의를 위해 죽을 각오로 전투에 임하는 「충신의 표상」, 「일본인의 귀감」으로서 상찬되어 수신 교육에도 영향을 주었다.
그의 패도(佩刀)인 고류카게미쓰(小竜景光)는 야마다 아사우에몬(山田淺右衛門)의 손을 거쳐 메이지 천황의 패도가 되었는데, 메이지 천황은 청일 전쟁 중 대본영이 히로시마(廣島)로 옮겨질 때도 이 칼을 차고 갔다고 한다. 현재 이 패도는 도쿄 국립박물관에 소장되어 있다. 또한 메이지 유신 이후 정부는 남조 공신의 자손에게도 작위를 하사하고자 그 자손을 탐문했지만 구스노키 마사시게의 자손을 자칭하는 전국 각지의 많은 씨족 가운데 그의 직계임을 확인할 수 있는 확실한 근거를 가진 집안은 끝내 찾을 수 없었다고 한다. 때문에 닛타ㆍ키쿠치ㆍ나와 집안의 자손은 남작의 작위를 받은 것과 달리 구스노키 집안에는 작위가 주어지지 않았다. 그 뒤 1940년(쇼와 10년)에 있었던 '대남공 600년제'를 전후해 구스노키 집안의 자손이 확인되었고 그를 모신 미나토가와 신사 안에 '구스노키 동족회'가 조직되어 오늘날에 이른다. 현재 니가타현에 그의 직계 자손이라고 하는 가계가 존재하고 있는데, 성은 구스노키(楠木)가 아닌 미나미(南)라고 한다.
전후는 가치관의 전환과 역사학에서의 중세사 연구가 진행되면서 '악당'으로서의 성격이 강조되었는데, 대표적인 것이 소설가 요시카와 에이지(吉川英治)의 소설 「사본태평기」(私本太平記)로, 여기서는 전쟁 전의 이미지와는 다른 마사시게의 인물상을 그려냈다. 다만 이 '악당'이라는 평가는 어디까지나 역사학에서의 이야기이고 일반적인 것은 아니며(악당이라는 말에는 일반적으로 '사회의 질서를 어지럽히는 사람 내지 악행을 이루는 집단'이라는 뜻이 담겨 있다), 아직까지도 마사시게는 일본인들에게는 영웅으로서의 이미지가 더 강하게 자리잡고 있다. 일본 NHK 방송의 TV 다큐멘터리 프로그램 「당당 일본사」(堂々日本史)에서 「겐무신정의 파괴, 악당 구스노키 마사시게 할복」(建武新政破れ、悪党楠木正成自刃す)이라는 타이틀로 방송한 것에 미나토가와 신사가 항의하는 사건이 일어나기도 했다.

## 노래
'사쿠라이의 결별(櫻井の決別)'이라는 제목의 일본 창가는 1899년 6월 발표되었는데, 오치아이 나오후미(落合直文)가 가사를 짓고 오쿠야마 도모야스(奥山朝恭)가 작곡했다. 도쿄 대학 전신인 제일고등학교(第一高等学校) 교수였던 오치아이는 학교 생도행군가 「미나토 강」의 제1편으로 이 「사쿠라이의 결별」을 발표하였다. 작곡가 오쿠야마는 오카야마 대학의 전신인 오카야마(岡山) 사범학교의 교사였다.

## 묘소·영묘·사적

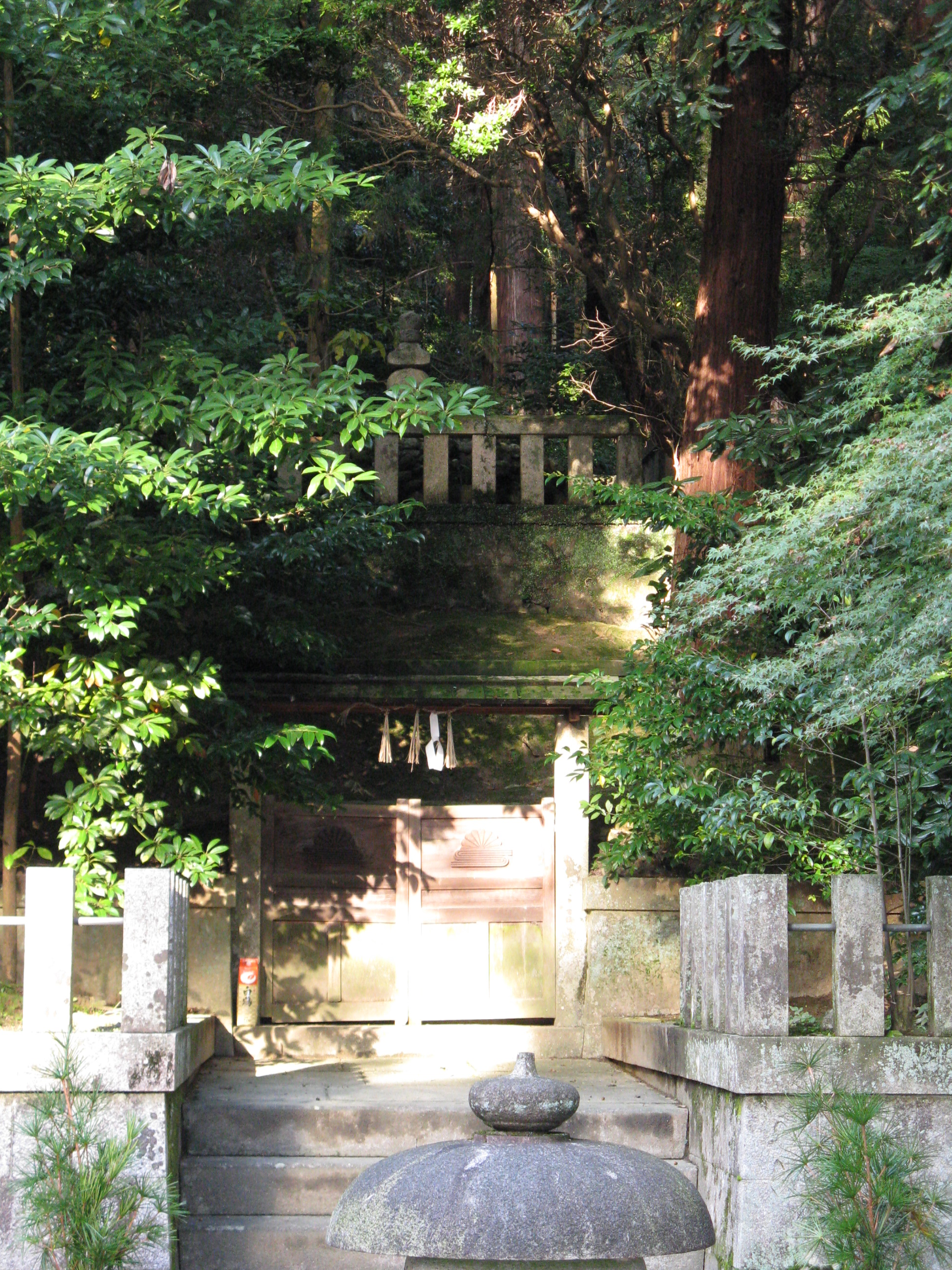
다이난공 구비즈카(간신사)

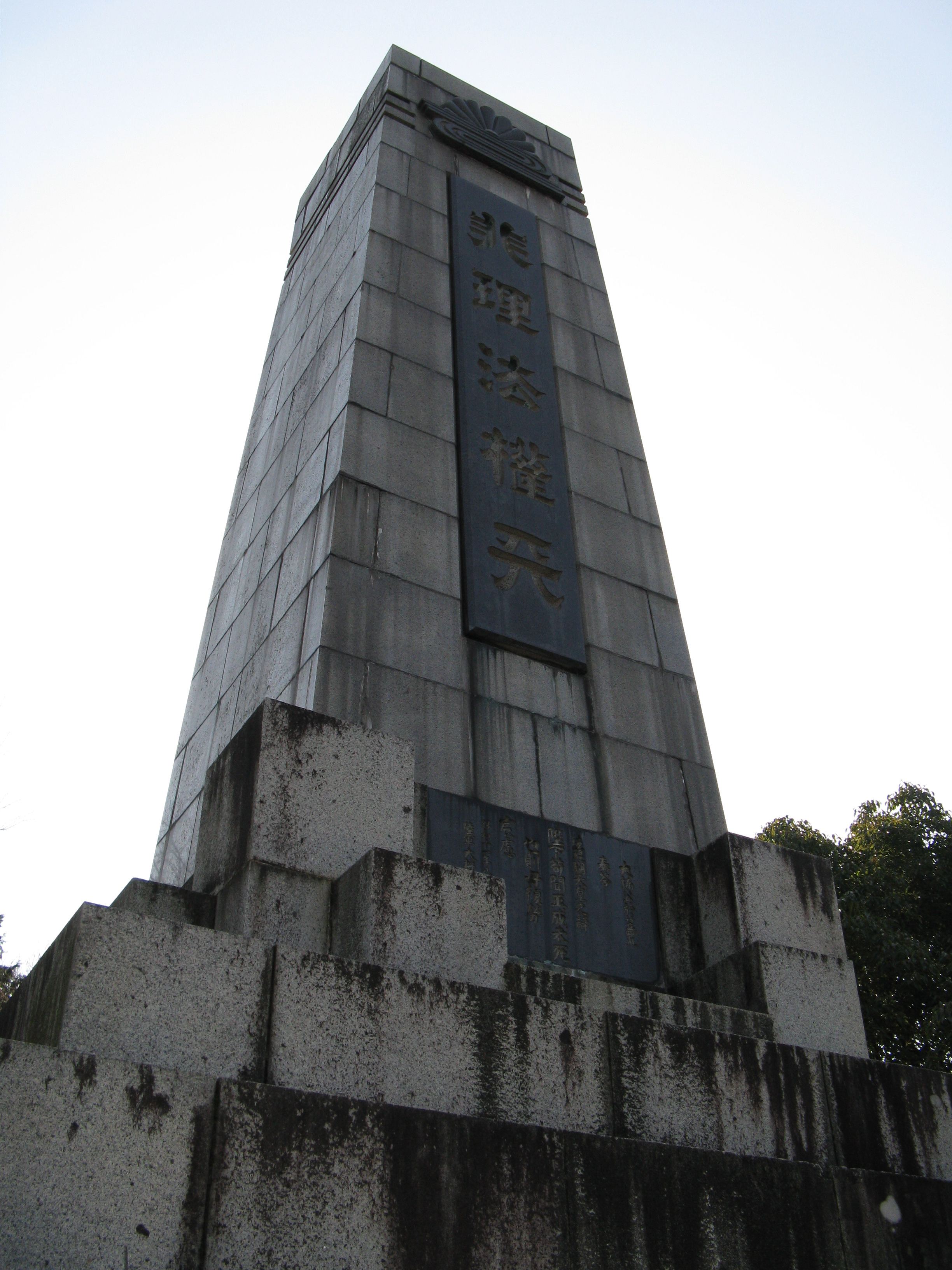
호켄 탑

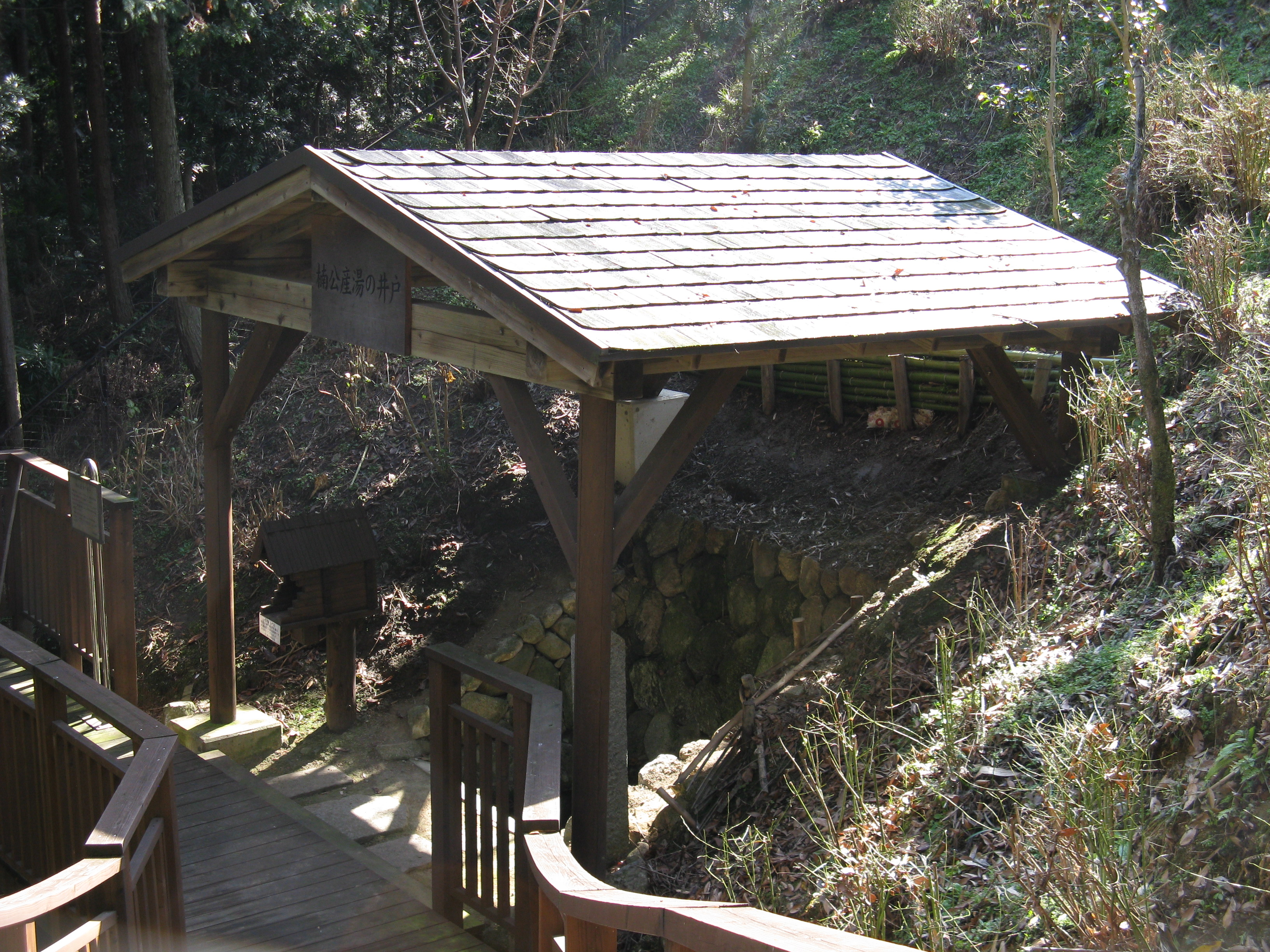
남공산탕의 우물

- 다이난공 구비즈카

오사카부 가와치나가노시에 있는 진언종 사찰인 간신사(觀心寺) 경내 소재. 미나토 강의 싸움 뒤, 아시카가 다카우지의 명으로 그 유족에게 반환된 목으로 구스노키 마사시게의 장례가 치러졌다. 간신사 닷추인(塔中院)은 마사시게의 증조부 구스노키 시게우지(楠木成氏)가 재건한 것이라고 전해진다. 간신사는 대체로 대대로 구스노키 가문의 묘가 있는 사찰이다.
- 나기(南木) 신사

오사카부 미나미카와치군 지하야아카사카촌에 있는 다케미쿠마리(建水分) 신사의 부속신사로 구스노키 마사시게를 신으로 모시고 있다. 본사(本社)인 다케미쿠마리 신사는 구스노키 집안의 씨족신을 모시고 있다. 1337년 고다이고 천황 자신이 직접 조각한 마사시게 조각상에 제를 올린 것이 그 시작이라고 한다. 후에 고무라카미 천황이 나기명신(南木明神)이라는 신호(神號)를 주었다. 구스노키 마사시게를 제사하는 신사로서는 가장 오래된 신사이다.
- 난비안간논사(楠妣庵観音寺)

오사카 부 돈다바야시(富田林) 시 간나비에 있는 임제종(臨濟宗) 묘신사파 사원으로 구스노키 집안의 향화사(香華寺)로 여겨진다. 쇼헤이(正平) 3년ㆍ조와(貞和) 4년(1348년)에 구스노키 마사쓰나ㆍ마사토키 형제가 시조나와테(四條畷) 싸움에서 전사한 뒤 마사시게의 아내이자 마사쓰라 형제의 어머니 히사코가 암자를 짓고 스스로 패경니(敗鏡尼)라 칭하며 입적할 때까지 16년 동안 이 암자에 살면서 구스노키 집안 사람들의 명복을 빌었다고 한다. 패경니가 입적한 뒤 구스노키 마사노리는 간논전을 간논사라 고치고 후니보 교쟈(不二房行者)를 이곳에 모셔 주석하게 했다. 간논사는 난비안과 함께 전란에 따른 잇따른 병화 속에 여러 번 화재를 입었고, 급기야 메이지 시대의 폐불훼석으로 폐사되기에 이르렀다. 1917년(다이쇼 6년)에 난비안이 복원ㆍ재건되고 1922년에 간논사 본당이 재건되었다.
- 나가타키 시치샤 신사

기후현 야마가타시 나가타키에 있는 시치샤 신사 옆에는 '하치오지궁(八王寺宮)'이라는 이름이 새겨진 무덤이 있는데, 구스노키 마사시게의 부인 히사코(久子)의 무덤이다. 예부터 전해오는 이 무덤은 임제종 사찰 난비안간논지(楠妣庵觀音寺)에 있었다고 한다. 1348년 아들 마사쓰라ㆍ마사토키 형제가 시조나와테의 싸움에서 전사한 후, 마사시게의 처는 출가하여 암자를 짓고 살면서 구스노키 일족의 명복을 빌며 지냈다. 그 후, 전란 중 암자를 떠나 미노의 이지라촌(伊自良村) 나가타키의 가마가타니(釜ヶ谷) 오쿠노인(奥の院)에 숨어 살았다.(그녀가 태어난 곳인 간나비 촌의 전승에 따르면 히사코는 어느 날 관음상을 모시고 수행을 하러 떠나 종적을 감추었다고 한다.) 오쿠노인에 있는 간나비 신사에는 구스노키 집안이 그들의 조상으로 받들었던 다치바나노 모로에의 아버지 미노왕(美努王)을 모시고 있다. 묘는 이지라 호에 있는 나가타키 시치샤 신사 경내 서쪽에 있다. 마사시게의 부인 히사코가 이 지역으로 오게 된 가장 큰 이유는 닛타 요시사다가 죽은 뒤 그의 동생 와키야 요시스케(脇屋義助)가 호쿠리쿠(北陸)에서 북조측에게 패해 미노로 숨어 들었고, 그곳에서 미노 지역의 남조 지지파와 함께 북조에 맞서 싸운 네오 성(根尾城) 싸움에서마저 패한 뒤, 네오 강 하류에 주둔하던 북조측 세력을 피해 함께 참전했던 이지라지로사에몬(伊自良次郞左衛門)의 가신과 함께 이지라를 지나 남조의 중심거점이던 요시노로 가는 길을 따라간 것으로 보여진다.
- 미나토가와 신사

구스노키 마사시게를 주신으로 모신 신사로 그의 아들 마사쓰라 및 미나토 강 전투에서 전사한 일족 16인과 기쿠치 다케요시(菊池武吉)의 제를 지내고 있다.(제2차 세계대전 후 마사시게의 부인 히사코의 신령도 합사하였다.) 신사의 모습을 갖추게 된 것은 1872년(메이지 5년)의 일로 그 전에는 미토번주 도쿠가와 미쓰쿠니(德川光圀)가 세운 「오호충신남자지묘(嗚呼忠臣楠子之墓)」라 새긴 마사시게의 묘비가 있었다. 미나토가와 강 전투에서 마사시게가 일족과 함께 자결한 장소와 묘소 모두가 신사 부지내에 있다. 자결한 장소에 대해서는 이설도 있지만, 미나토 강의 싸움에서 패한 구스노키 마사시게는 아우 마사스에와 함께 칠생보국(七生報國), 즉 "일곱 번을 다시 환생한다 해도 천황을 위해 적을 섬멸하여 국가에 보답하겠노라"는 맹세를 한 뒤, 지금의 미나토가와 신사의 북쪽에 있던 광엄사(廣嚴寺)의 탑두에서 함께 서로를 찔러 자결했다고 한다.(지금 광엄사의 본당에는 마사시게와 그 일족의 위패가 모셔져 있다.)
- 이바라키성(茨木城)

오사카부 이바라키시에 축성된 성이다. 구스노키 마사시게가 쌓았다는 설이 있다. 지금은 폐허가 되었다.
- 호켄 탑(奉建塔)

구스노키 마사시게 사후 600년을 기념하여 1940년(쇼와 10년) 전국 아동학생과 교직원 등의 모금에 의해 조신사(浄心寺) 터에 세워진 기념탑이다. 마사시게의 추측 연령이 43세인 것에 기인해 높이 43자(약 13m)로 지어졌다. 탑에는 구스노키 집안의 문장인 국수문(菊水紋)과 마사시게가 전장에서 깃발에 써서 내걸었다는 '비리법권천(非理法權天, 이 세상의 어떤 법규와 도리도 위대한 하늘의 뜻보다 우선될 수는 없다)'이란 글자가 새겨져 있다.(단, 이 칭호는 사실이 아닌 구전으로 내려온 것에 기인한 것이다.)
- 쿠스노키산유(楠公産湯) 우물

구스노키의 탄생지에서 도보로 몇 분 떨어진 곳에 있는 우물로 막 태어난 그를 몸을 이곳에서 씻겼다는 전설이 있다.

### 내용
1. ↑  「악」(惡)도 현대 일본어에서의 「사악하다」라는 의미라기보다는 성질 ・ 능력 ・ 행동 등이 보통 사람을 뛰어넘는 그 자체에서 오는 공포와 경외의 표현이다.
2. ↑  『태평기』(太平記)의 평가로, 유교 사상을 체현한 최고의 영웅이자 명장으로 그려지고 있다.
3. ↑  『태평기비판비전이심초』(太平記評判秘伝理尽鈔)에서 평가로「군신의 화신」이라는 뜻이다
4. ↑  에노시마 다메노부(江島為信)의 『고금군리문답』(古今軍理問答)에서의 평가이다.
5. ↑  일본의 구스노키 류 군학(楠木流軍学)은 마사시게의 전략 전술에서 비롯되었으며 마사시게를 유파의 시조로 삼고 있다.

## 참고 문헌
- 도몬 후유지(童門冬二)《楠木正成 物語と史蹟をたずねて》세이비 문고(成美文庫) 세이비도 출판(成美堂出版) 1995년 6월 ISBN 4-415-06572-4
- 기타카타 겐조(北方謙三)《楠木正成》(上下) 주코 문고(中公文庫) 주오코론신샤(中央公論新社) 2003년 6월 (上）ISBN 4-12-204217-8（下）ISBN 4-12-204218-6
- 요시카와 사켄(吉川佐賢)《楠木正成 夢の花》(上下) 소부샤(叢文社)（上）2005년 12월　ISBN 4-7947-0538-7(下）2006년 1월 ISBN 4-7947-0539-5
- 미나토가와 신사〈神戸と楠公さん〉편집위원회 《神戸と楠公さん 悲運の名称楠木正成の生涯》 고베 신문 종합출판센터 2006년 10월 ISBN 4-343-00379-5

이하는 절판
- 히라이즈미 기요시(平泉澄)《楠公・その忠烈と余香》가시마(鹿島) 연구소출판회 1973년 8월
- 모리타 고노스케(森田康之助)《楠木正成 美しく生きた日本の武将》신진부쓰오라이샤(新人物往来社) 1982년 6월
- 우에무라 세이지(植村清二)《楠木正成》(주코 문고) 주오코론신샤 1989년 2월 ISBN 4-12-201587-1
- 오사라기 지로(大佛次郎)《大楠公 楠木正成》도쿠마 문고(徳間文庫) 도쿠마 쇼텐 1990년 10월 ISBN 4-19-599183-8

## 같이 보기
- 구스노키 고 - 구스노키 마사시게의 자손으로 일본의 지리학자
- 노 (연극)
- 미나토가와 신사
- 사쿠라이의 결별
- 이바라키 신사
- 지하야아카사카촌 - 탄생지
- 지하야성
- 후쿠이성 (오사카부)